# San Giovanni in Persiceto
San Giovanni in Persiceto és un municipi italià, situat a la regió d'Emília-Romanya i a la Ciutat metropolitana de Bolonya. L'any 2007 tenia 28.000 habitants.